# Samyang-dong, Seoul
Samyang-dong (koreanska: 삼양동)  är en stadsdel i huvudstaden Seoul i Sydkorea.  Den ligger i stadsdistriktet Gangbuk-gu. 